# Список територіальних громад Черкаської області
Це список об'єднаних територіальних громад (ОТГ) Черкаської області, створених в рамках адміністративно-територіальної реформи 2015 року.
25 червня 2015 року рішенням обласної ради був схвалений перспективний план формування громад. А в серпні створені перші громади.
Перші вибори у громадах відбулися 25 жовтня 2015 року.

## Загальний перелік громад (на 20.9.2017)
| Громада                       | Центр                | Дата створення   | Район                                  | К-сть НП | Площа, км² | Населення, осіб (2017) |
| ----------------------------- | -------------------- | ---------------- | -------------------------------------- | -------- | ---------- | ---------------------- |
| Білозірська сільська ОТГ      | село Білозір'я       | 26 серпня 2015   | Черкаський район                       | 3        | 200,71     | 8939                   |
| Бузівська сільська ОТГ        | село Бузівка         | 16 серпня 2017   | Жашківський район                      | 2        | 62,65      | 2052                   |
| Буцька селищна ОТГ            | село Буки            | 19 вересня 2016  | Маньківський район                     | 4        | 82,39      | 2762                   |
| Водянська сільська ОТГ        | село Водяне          | 29 травня 2017   | Шполянський район                      | 11       | -          | -                      |
| Єрківська селищна ОТГ         | смт Єрки             | 21 серпня 2015   | Катеринопільський район                | 3        | 53,00      | 5007                   |
| Жашківська міська ОТГ         | місто Жашків         | 8 серпня 2017    | Жашківський район                      | 5        | 151,37     | 16622                  |
| Зорівська сільська ОТГ        | село Зорівка         | 25 грудня 2015   | Драбівський район, Золотоніський район | 6        | 119,31     | 2350                   |
| Іваньківська сільська ОТГ     | село Іваньки         | 19 липня 2017    | Маньківський район                     | 4        | 98,31      | 3707                   |
| Іркліївська сільська ОТГ      | село Іркліїв         | 17 березня 2017  | Чорнобаївський район                   | 7        | 222,70     | 5243                   |
| Кам'янська міська ОТГ         | місто Кам'янка       | 23 червня 2017   | Кам'янський район                      | 3        | 155,40     | 13332                  |
| Карашинська сільська ОТГ      | село Карашина        | 8 червня 2017    | Корсунь-Шевченківський район           | 10       | 151,13     | 4043                   |
| Ліплявська сільська ОТГ       | село Ліпляве         | 18 квітня 2017   | Канівський район                       | 3        | 219,46     | 2707                   |
| Матусівська сільська ОТГ      | село Матусів         | 7 квітня 2017    | Шполянський район                      | 2        | 111,61     | 4070                   |
| Михайлівська сільська ОТГ     | село Михайлівка      | 20 вересня 2017  | Кам'янський район                      | 5        | 110,28     | 3419                   |
| Мліївська сільська ОТГ        | село Мліїв           | 6 березня 2017   | Городищенський район                   | 3        | 194,80     | 5601                   |
| Мокрокалигірська сільська ОТГ | село Мокра Калигірка | 4 вересня 2015   | Катеринопільський район                | 7        | 127,00     | 4235                   |
| Моринська сільська ОТГ        | село Моринці         | 3 березня 2017   | Корсунь-Шевченківський район           | 8        | 110,75     | 1898                   |
| Набутівська сільська ОТГ      | село Набутів         | 19 вересня 2016  | Корсунь-Шевченківський район           | 13       | 215,98     | 6721                   |
| Паланська сільська ОТГ        | село Паланка         | 22 травня 2016   | Уманський район                        | 8        | 234,66     | 6955                   |
| Ротмістрівська сільська ОТГ   | село Ротмістрівка    | 16 вересня 2016  | Смілянський район                      | 5        | 119,58     | 3828                   |
| Селищенська сільська ОТГ      | село Селище          | 9 листопада 2016 | Корсунь-Шевченківський район           | 4        | 90,59      | 2326                   |
| Соколівська сільська ОТГ      | село Соколівка       | 17 серпня 2017   | Жашківський район                      | 5        | 110,17     | 2728                   |
| Стеблівська селищна ОТГ       | село Стеблів         | 19 вересня 2016  | Корсунь-Шевченківський район           | 12       | 225,39     | 6887                   |
| Степанецька сільська ОТГ      | село Степанці        | 13 грудня 2016   | Канівський район                       | 17       | 266,29     | 5267                   |
| Степанківська сільська ОТГ    | село Степанки        | 22 червня 2017   | Черкаський район                       | 3        | 68,26      | 6038                   |
| Тальнівська міська ОТГ        | місто Тальне         | 28 вересня 2016  | Тальнівський район                     | 7        | 109,22     | 15864                  |
| Шполянська міська ОТГ         | місто Шпола          | 26 січня 2017    | Шполянський район                      | 2        | 114,75     | 18428                  |